# Reglas de elegibilidad de la FIFA

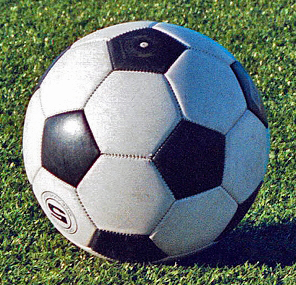
Una pelota de fútbol/fútbol.

Las Reglas de elegibilidad de la FIFA se refieren a los criterios establecidos para determinar si un jugador de fútbol puede representar a un país en competiciones internacionales oficiales y partidos amistosos. Estas reglas son implementadas por la FIFA, el organismo rector del fútbol a nivel mundial.
Durante el siglo XX, la FIFA permitía que un jugador representara cualquier selección nacional, siempre y cuando no hubiera jugado con otra selección previamente.
En cuanto a los torneos mundiales, los jugadores pueden participar hasta los 36 años de edad de manera legítima. A partir de esa edad, la participación de un jugador en competiciones oficiales está sujeta a una solicitud formal de su club hacia la FIFA.
En 2004, como respuesta a la creciente práctica de la naturalización de jugadores extranjeros en varios países, la FIFA implementó una normativa importante que exige a los jugadores demostrar una "conexión clara" con el país que desean representar. Además, la FIFA ha ejercido su autoridad para anular los resultados de partidos internacionales si se determina que los jugadores involucrados no cumplían con los requisitos de elegibilidad.

En 2020, la FIFA aprobó la Circular FIFA nº1732 en la que modificaba las reglas de elegibilidad para solucionar casos como el de Munir El Haddadi que, pese a haber debutado con España, pidió poder ser convocado con Marruecos. El artículo 9.C de dicha circular establecía que: 
“el jugador:
i) ya jugó un partido internacional «A» de competición oficial de cualquier disciplina futbolística con su federación actual;
ii) en el momento de jugar su primer partido de competición oficial con su federación actual de cualquier categoría y disciplina futbolística, ya poseía la nacionalidad de la federación a la que desea representar;
iii) en el momento de jugar su último partido de competición oficial de cualquier disciplina futbolística con su federación actual, no había cumplido aún 21 años;
iv) jugó un máximo de tres partidos internacionales «A» de cualquier disciplina futbolística con su federación actual, tanto en competición oficial como no oficial;
v) han transcurrido al menos tres años desde que jugó el último partido internacional «A» de cualquier disciplina futbolística con su federación actual, tanto en competición oficial como no oficial; y
vi) jamás participó en ningún partido internacional «A» en la fase final de una Copa”

## Historia
Históricamente, ha sido posible para los jugadores jugar con diferentes selecciones nacionales. Por ejemplo, Alfredo Di Stéfano jugó para Argentina (1947) su país natal, para Colombia (1949) y para España (1957-1961).
Ferenc Puskás, compañero de Di Stefano en el Real Madrid también jugó con España tras acumular 85 juegos internacional con Hungría a principios de su carrera. Un tercer ejemplo de jugador de alto perfil en cambiar de nacionalidades es José Altafini, que jugó para Brasil en Suiza 58 y para Italia en la posterior edición de Chile 62.
Otros ejemplos del siglo XX de jugadores que oficialmente representaron a más de un país son:
- Law Adán (Suiza y Países Bajos)
- Jock Aird (Escocia y Nueva Zelanda)
- Gyula Bodola (Rumania y Hungría)
- Joe Gaetjens (Estados Unidos y Haití)
- László Kubala (Checoslovaquia, Hungría y España)
- Eulogio Martínez (Paraguay y España)
- Marius Hiller (Alemania y Argentina)
- Raimundo Orsi (Argentina e Italia)
- Omar Sívori (Argentina e Italia)
- Luis Monti (Argentina e Italia)
- Michel Platini (Francia y más tarde 21 minutos en un amistoso de Kuwait por invitación del Emir)
- José Santamaría (Uruguay y España)
- Alberto Spencer (Ecuador y Uruguay)
- Ernest Wilimowski (Polonia y Alemania)
- Julio Lores (Perú y México)
- Martín Vásquez (México y Estados Unidos)

La lista anterior no incluye a jugadores que jugaron para otra selección como resultado de cambios en las fronteras geopolíticas de dichos países, como por ejemplo Alemania Occidental y Oriental, la Unión Soviética y Ucrania o Yugoslavia y Croacia.
Además, hay otros casos de jugadores que han representado a una selección reconocida por la FIFA y a otra selección no reconocida por esta:
- Jocelyn Angloma (Francia y Guadalupe)
- Florent Malouda (Francia y Guayana Francesa)

Por otra parte, algunos jugadores internacionales han jugado para otro país reconocido por la FIFA en partidos oficiales internacionales, es decir, no partidos reconocidos por la FIFA como internacionales absolutos. Esta categoría incluye a Gordon Hodgson internacional con Inglaterra, quien tiene un juego de aficionados para Sudáfrica, y el ya mencionado di Stefano, quien también tiene cuatro juegos internacionales con Colombia. Estas etapas no son reconocidos oficialmente debido a una disputa entre la FIFA y la Federación Colombiana de Fútbol en ese momento.

## Actualidad
Desde 2004, la FIFA ha puesto en marcha una serie de cambios significativos en las normas que regulan la elegibilidad internacional. Las nuevas sentencias son más estrictas y establecen requisitos adicionales que determinan a qué país puede un jugador representar en el fútbol internacional.
En enero de 2004, una nueva normativa que entró en vigor que permite a un jugador representar a un país a nivel internacional juvenil y a otro a nivel internacional mayor, la condición es de que el jugador aplique antes de cumplir 21 años. El primer jugador en hacerlo fue Antar Yahia, quien jugó para Francia Sub-18, antes de representar a Argelia en las eliminatorias para los Juegos Olímpicos de 2004.
Ejemplos más recientes incluyen a Sone Aluko, que tiene tapas de Inglaterra Sub-19 y Nigeria y Andrew Driver un ex Inglaterra Sub-21 representante que está comprometido con la Selección de fútbol de Escocia, en marzo de 2004, la FIFA modificó su política más amplia sobre la elegibilidad internacional, esto fue informado en respuesta a una tendencia creciente en algunos países, como Catar y Togo, para naturalizar jugadores nacidos en Brasil (y en otros lugares) que no tengan vínculos aparentes ancestrales a su nuevo país. Un fallo de emergencia por parte del Comité de FIFA estimó que los jugadores deben ser capaces de demostrar una "conexión clara" a un país que no había nacido pero desea representar, esta sentencia declaró explícitamente que, en tales escenarios, el jugador debe tener por lo menos un padre o un abuelo que nació en ese país, o el jugador debe haber residido en el país durante al menos dos años.
El requisito de residencia para los jugadores que carecen de nacimiento o conexiones ancestrales con un determinado país se amplió de dos a cinco años en mayo de 2008 en el Congreso de la FIFA como parte de los esfuerzos de Blatter para preservar la integridad de las competiciones entre equipos nacionales.
El estatuto actual de la FIFA pertinente, el artículo 17: Adquisición de una nueva nacionalidad, establece lo siguiente:
Un jugador que desee ... (Supone) una nueva nacionalidad y que no ha jugado fútbol internacional [en un partido ... en una competición oficial de cualquier categoría o de cualquier clase de fútbol para una Asociación) será elegible para jugar en el equipo representativo de nuevo sólo si se cumple una de las condiciones siguientes:
(A) Nació en el territorio de la asociación en cuestión;
(b) Su madre o el padre biológico nació en el territorio de la asociación en cuestión;
(c) Su abuela o abuelo nació en el territorio de la asociación en cuestión;
(D) El jugador ha vivido al menos durante cinco años después de llegar a la edad de 18 años en el territorio de la asociación en cuestión.
Bajo los criterios generalmente, es posible que un jugador tiene una opción de representar uno de varios equipos nacionales por ejemplo el defensa Nikola Vujadinović podría ser elegible para jugar con la selección de fútbol de Serbia, la selección de fútbol de Montenegro y la selección de fútbol de Bulgaria. No es raro que los seleccionadores nacionales y los exploradores traten de persuadir a los jugadores a cambiar de nacionalidad en junio de 2011 por ejemplo, en Escocia el seleccionador Craig Levein confirmó que sus colegas habían iniciado un diálogo con Jack McBean internacional con Estados Unidos Sub-17 en un intento de persuadirlo para representar a Escocia en el futuro.
En junio de 2009, Congreso de la FIFA aprobó una moción que elimina el límite de edad para los jugadores que ya habían jugado para el equipo nacional de un país en la categoría juvenil para cambiar las asociaciones nacionales. Estas características dominantes en el artículo 18 del Reglamento de Aplicación de los Estatutos de la FIFA.
A menos que por los cambios geopolíticos los jugadores generalmente no se pueden cambiar de nacionalidad si se han hecho apariciones altos para un país reconocido por la FIFA en partidos competitivos. Una excepción es Thiago Motta que tiene las apariciones con Brasil en partidos competitivos, pero en 2011 recibió un permiso especial de la FIFA para representar a Italia. Apariciones en amistosos no comprometen un jugador con un país (aunque un jugador suele ser capaz de cambiar a otro lado nacional sólo si tuviera la nacionalidad del país en el segundo tiempo representó a su primera elección equipo nacional), Jermaine Jones jugó varios partidos amistosos con Alemania en 2008, pero ha jugado con Estados Unidos desde el año 2010 una segunda instancia es el centrocampista de Bélgica Mehdi Carcela-González, quien tiene dos tapas para Bélgica en partidos oficiales amistosos, pero ha jugado con Marruecos desde 2011, un Comité de jugadores de la FIFA es responsable de hacer tales juicios.
FIFA opto medidas de castigo contra las selecciones en que los jugadores no sean elegibles, un ejemplo de esto es que en agosto de 2011 la FIFA expulsó a la Selección de fútbol de Siria de la Clasificación para la Copa Mundial de Fútbol de 2014 luego de la aparición de George Mourad en un partido de clasificación contra la Selección de fútbol de Tayikistán. Mourad había jugado un Amistoso para Suecia a principios de su carrera, pero no había pedido permiso a la FIFA para cambiar de asociación nacional antes de jugar para Siria.
No hay restricciones para jugadores que desean cambiar las asociaciones nacionales en las categorías inferiores. Alex Zahavi ha representado a la Israel Sub-21, Estados Unidos Sub-20, a Portugal Sub-19, Sub-18 y Sub-17.

## Convenio de las Naciones
Debido a la posición del Reino Unido en el mundo del fútbol como un estado soberano que tiene cuatro selecciones nacionales, existe un acuerdo adicional entre las asociaciones nacionales de fútbol del Reino Unido, La Asociación de Fútbol de Inglaterra (FA), Asociación Escocesa de Fútbol (SFA), Asociación de Fútbol de Gales (FAW), Asociación Irlandesa de Fútbol (IFA) y la FIFA. La FIFA ha acordado permitir que las cuatro naciones para eliminar una de las cláusulas que permiten a los jugadores ganar elegibilidad para uno de los cuatro equipos nacionales debido a su residencia.
La cláusula eliminada es:
(D) El jugador ha vivido en el territorio de la asociación en cuestión durante al menos dos años.
En octubre de 2008, el delantero español Nacho Novo dijo que iba a solicitar un pasaporte británico si eso significaba que se había convertido elegible para jugar para con Escocia. La SFA dijo que no sería elegible ya que acatará el acuerdo.
Las naciones también han acordado introducir una nueva cláusula que permite a un jugador para ganar la elegibilidad para un equipo nacional británico si recibe 5 años de educación en el territorio de la asociación en cuestión:
(D) El jugador ha participado en un mínimo de cinco años de educación bajo la edad de 18 años en el territorio de la asociación en cuestión.
Como resultado directo del cambio cláusula el inglés Andrew Driver se convirtió en elegible para jugar con Escocia, en junio de 2012, era inicialmente solamente elegible para representar a Inglaterra a pesar de vivir en Escocia desde los 11 años.